# Офицер 55
«Офицер 55» (Ofitser 55 (uzb) — десятисерийный криминальный триллер узбекского режиссёра Рустама Мелиева. Сериал снят кинокомпанией The First Group по заказу Агентства кинематографии Узбекистана в 2022 году. Это первый кинопроект, подготовленный Агентством кинематографии совместно с ГУВД Ташкента.

## Съемки и премьера фильма
Съемки фильма стартовали в 2021 году. На май 2023 года снято 10 серий. Руководителями проекта выступили генеральный директор Агентства кинематографии Узбекистана Фирдавс Абдухаликов и глава ГУВД Ташкента Азиз Ташпулатов. Советниками фильма стали полковники МВД Равшан Султанходжаев и Бахром Бегалиев. Сотрудники правоохранительных органов учили актёров, как обращаться с оружием, проводить манёвры. В ходе самих съемок использовались служебные транспортные средства и служебные собаки.
Премьера первой серии состоялась на телеканале MY5 TV 8 мая 2023 года.

## Сюжет
Сюжет картины повествует о работе сотрудников внутренних дел Ташкента, которые взялись за расследование жестокого убийства бизнесмена, его семьи и похищения его полугодовалого ребёнка. Речь о следственной группе опытнейшего капитана Рустама Кадырова (Джамшид Асадов). В ходе следствия выясняется, что убийца (Антон Пахомов) является настоящим профессионалом, которого уважают и боятся в криминальном мире Узбекистана. В ходе расследования всплывают некоторые факт из жизни капитана и его возможной связи с преступлением, в итоге коллеги начинают подозревать в убийстве его самого. Само расследование идет медленно и тяжело зачастую из-за несогласованных действий самих сотрудников. Между тем, и внутри преступного мира также начинает разгораться конфликт, убийства продолжаются.

## Факты
В фильме снялись два выходца из ташкентского театра «Ильхом»: Борис Гафуров, а также лауреат премии «Золотая маска» Антон Пахомов.

## В ролях

### Первый сезон
| Актер                 | Роль                                               |
| --------------------- | -------------------------------------------------- |
| Джамшид Асадов        | капитан Кадыров                                    |
| Эркин Бозоров         | майор Усманов                                      |
| Антон Пахомов         | «Колдун»                                           |
| Нигина Анарбаева      | старший лейтенант Максудова                        |
| Анастасис Димиропулос | старший лейтенант Сиддиков                         |
| Аброр Юлдашев         | начальник Уринов                                   |
| Борис Гафуров         | Алибек, авторитет                                  |
| Фируза Юсупова        | Ди, младшая сестра Максудовой                      |
| Нигора Каримбаева     | Лидия Аббасова, бухгалтер в преступной группировке |
| Алим Кринин           | Дастан, младший брат Кадырова                      |
| Мурод Насимов         | Вор «Тихий»                                        |
| Отабек Махкамов       | Менеджер в ресторане                               |
| Клара Нафикова        | Лин                                                |
| Согдиана Мелиева      | Лин в молодости                                    |
| Ильхом Тоиров         | Костлявый                                          |